# Zabrze Południowe
Zabrze Południowe – nieistniejąca stacja kolejowa w Zabrzu, w woj. śląskim, w Polsce. Została otwarta w 1875 roku przez OSE. W 2007 roku została zlikwidowana.